# Lijst van voetbalinterlands Noord-Macedonië - Roemenië
Deze lijst van voetbalinterlands is een overzicht van alle officiële voetbalwedstrijden tussen de nationale teams van Noord-Macedonië (speelde tussen 1993 en 2019 onder de naam Macedonië) en Roemenië. De landen speelden tot op heden zeven  keer tegen elkaar. De eerste ontmoeting, een kwalificatiewedstrijd voor het Wereldkampioenschap voetbal 1998, werd gespeeld in Skopje op 1996. Het laatste duel, een kwalificatiewedstrijd voor het wereldkampioenschap voetbal 2022, vond plaats op 8 september 2021 in de Macedonische hoofdstad.

## Wedstrijden
| № | Plaats        | Datum            | Competitie           | Wedstrijd                  | Uitslag |
| - | ------------- | ---------------- | -------------------- | -------------------------- | ------- |
| 1 | Skopje        | 14 december 1996 | WK 1998 kwalificatie | Macedonië – Roemenië       | 0 – 3   |
| 2 | Boekarest     | 20 augustus 1997 | WK 1998 kwalificatie | Roemenië – Macedonië       | 4 – 2   |
| 3 | Craiova       | 4 september 2004 | WK 2006 kwalificatie | Roemenië – Macedonië       | 2 – 1   |
| 4 | Skopje        | 30 maart 2005    | WK 2006 kwalificatie | Macedonië – Roemenië       | 1 – 2   |
| 5 | Bischofshofen | 2 juni 2010      | Vriendschappelijk    | Roemenië – Macedonië       | 0 – 1   |
| 6 | Boekarest     | 25 maart 2021    | WK 2022 kwalificatie | Roemenië – Noord-Macedonië | 3 – 2   |
| 7 | Skopje        | 8 september 2021 | WK 2022 kwalificatie | Noord-Macedonië − Roemenië | 0 − 0   |

## Samenvatting
| Competitie        | Totaal gespeeld | Winst Noord-Macedonië | Gelijk | Winst Roemenië | Doelsaldo Noord-Macedonië – Roemenië |
| ----------------- | --------------- | --------------------- | ------ | -------------- | ------------------------------------ |
| WK-kwalificatie   | 6               | 0                     | 1      | 5              | 6 − 14                               |
| Vriendschappelijk | 1               | 1                     | 0      | 0              | 1 − 0                                |
| Totaal            | 7               | 1                     | 1      | 5              | 7 − 14                               |

## Details

### Eerste ontmoeting
| WK 1998 kwalificatie (Skopje, Macedonië, 14 december 1996): |            |                                                                       |
| Macedonië                                                   | 0 – 3      | Roemenië                                                              |
|                                                             | doelpunten | 36' Gheorghe Popescu 45' Gheorghe Popescu 90' (pen.) Gheorghe Popescu |

### Tweede ontmoeting
| WK 1998 kwalificatie (Boekarest, Roemenië, 20 augustus 1997):                           |            |                                       |
| Roemenië                                                                                | 4 – 2      | Macedonië                             |
| Viorel Moldovan 36' (pen.) Constantin Gâlcă 40' Viorel Moldovan 62' Ilie Dumitrescu 66' | doelpunten | 52' Miroslav Ǵokić 90' Miroslav Ǵokić |
| - Debuut van Liviu Ciobotariu voor Roemenië.                                            |            |                                       |

### Derde ontmoeting
| WK 2006 kwalificatie (Craiova, Roemenië, 4 september 2004): |            |                        |
| Roemenië                                                    | 2 – 1      | Macedonië              |
| Daniel Pancu 15' Adrian Mutu 86'                            | doelpunten | 73' Aleksandar Vasoski |
| - Debuut van Flavius Moldovan (FC Național) voor Roemenië.  |            |                        |

### Vierde ontmoeting
| WK 2006 kwalificatie (Skopje, Macedonië, 30 maart 2005): |            |                                     |
| Macedonië                                                | 1 – 2      | Roemenië                            |
| Goran Maznov 31'                                         | doelpunten | 18' Nicolae Mitea 58' Nicolae Mitea |

### Vijfde ontmoeting
| Vriendschappelijk (Bischofshofen, Oostenrijk, 2 juni 2010): |            |                 |
| Roemenië                                                    | 0 – 1      | Macedonië       |
|                                                             | doelpunten | 28' Vanče Šikov |

FFM · A-internationals · Bondscoaches · Statistieken · Macedonisch vrouwenelftal · Olympisch elftal · Noord-Macedonië U21 · Noord-Macedonië U20 · Noord-Macedonië U19 · Noord-Macedonië U18 · Noord-Macedonië U17 · Noord-Macedonië U16
1993 – 1999 ·
2000 – 2009 ·
2010 – 2019 ·
2020 − 2029
EK 2020
1993 · 
1994 · 
1995 · 
1996 · 
1997 · 
1998 · 
1999 · 
2000 · 
2001 · 
2002 · 
2003 · 
2004 · 
2005 · 
2006 · 
2007 · 
2008 · 
2009 · 
2010 · 
2011 · 
2012 · 
2013 · 
2014 · 
2015 · 
2016 ·
2017 ·
2018 ·
2019 ·
2020 ·
2021 ·
2022 ·
2023
Albanië ·
Andorra ·
Angola ·
Armenië ·
Australië ·
Azerbeidzjan ·
Bahrein ·
België ·
Bosnië en Herzegovina ·
Bulgarije ·
Canada ·
China ·
Cyprus ·
Denemarken ·
Duitsland ·
Ecuador ·
Egypte ·
Engeland ·
Estland ·
Faeröer ·
Finland ·
Georgië ·
Gibraltar ·
Hongarije ·
Ierland ·
IJsland ·
Iran ·
Israël ·
Italië ·
Jamaica ·
Joegoslavië ·
Kameroen ·
Kazachstan ·
Kosovo ·
Kroatië ·
Letland ·
Libanon ·
Liechtenstein ·
Litouwen ·
Luxemburg ·
Malta ·
Moldavië ·
Montenegro ·
Nederland ·
Nigeria ·
Noorwegen ·
Oekraïne ·
Oman ·
Oostenrijk ·
Paraguay ·
Polen ·
Portugal ·
Qatar ·
Roemenië ·
Rusland ·
Saoedi-Arabië ·
Schotland ·
Servië ·
Slovenië ·
Slowakije ·
Spanje ·
Tsjechië ·
Turkije ·
Verenigde Staten ·
Wales ·
Wit-Rusland · 
Zuid-Korea ·
Zweden
Nederland (2021) · 
Oekraïne (2021) · 
Oostenrijk (2021)
FRF · A-internationals · Selecties · Bondscoaches · Statistieken · Roemeens vrouwenelftal · Olympisch elftal · Roemenië U21 · Roemenië U20 · Roemenië U19 · Roemenië U18 · Roemenië U17 · Roemenië U16
1922 – 1929 · 
1930 – 1939 · 
1940 – 1949 · 
1950 – 1959 · 
1960 – 1969 · 
1970 – 1979 · 
1980 – 1989 · 
1990 – 1999 · 
2000 – 2009 · 
2010 – 2019 · 
2020 – 2029
EK's: 1984 · 
1996 · 
2000 · 
2008 · 
2016 · 
2024
WK's: 1930 · 
1934 · 
1938 · 
1970 · 
1990 · 
1994 · 
1998
OS: 1924 · 
1952 · 
1964 · 
2020
1922 · 
1923 · 
1924 · 
1925 · 
1926 · 
1927 · 
1928 · 
1929 · 
1930 · 
1931 · 
1932 · 
1933 · 
1934 · 
1935 · 
1936 · 
1937 · 
1938 · 
1939 · 
1940 · 
1941 · 
1942 · 
1943 · 
1944 · 
1945 · 
1946 · 
1947 · 
1948 · 
1949 · 
1950 · 
1952 · 
1952 · 
1953 · 
1954 · 
1955 · 
1956 · 
1957 · 
1958 · 
1959 · 
1960 · 
1961 · 
1962 · 
1963 · 
1964 · 
1965 · 
1966 · 
1967 · 
1968 · 
1969 · 
1970 · 
1971 · 
1972 · 
1973 · 
1974 · 
1975 · 
1976 · 
1977 · 
1978 · 
1979 · 
1980 · 
1981 · 
1982 · 
1983 · 
1984 · 
1985 · 
1986 · 
1987 · 
1988 · 
1989 · 
1990 · 
1991 · 
1992 · 
1993 · 
1994 · 
1995 · 
1996 · 
1997 · 
1998 · 
1999 · 
2000 · 
2001 · 
2002 · 
2003 · 
2004 · 
2005 · 
2006 · 
2007 · 
2008 · 
2009 · 
2010 · 
2011 · 
2012 · 
2013 · 
2014 · 
2015 ·
2016 ·
2017 ·
2018 ·
2019 ·
2020 ·
2021 ·
2022 ·
2023
Albanië ·
Algerije ·
Andorra ·
Argentinië ·
Armenië ·
Australië ·
Azerbeidzjan ·
België ·
Bolivia ·
Bosnië en Herzegovina ·
Brazilië ·
Bulgarije ·
Chili ·
China ·
Colombia ·
Congo-Kinshasa ·
Cuba ·
Cyprus ·
DDR ·
Denemarken ·
Duitsland ·
Ecuador ·
Egypte ·
Engeland ·
Estland ·
Faeröer ·
Finland ·
Frankrijk ·
Georgië ·
Griekenland ·
Honduras ·
Hongarije ·
Ierland ·
IJsland ·
Irak ·
Iran ·
Israël ·
Italië ·
Ivoorkust ·
Japan ·
Joegoslavië ·
Kameroen ·
Kazachstan · 
Kosovo · 
Kroatië ·
Letland ·
Liechtenstein ·
Litouwen ·
Luxemburg ·
Malta ·
Marokko ·
Mexico ·
Moldavië ·
Montenegro ·
Nederland ·
Nigeria ·
Noord-Ierland ·
Noord-Macedonië ·
Noorwegen ·
Oekraïne ·
Oostenrijk ·
Paraguay ·
Peru ·
Polen ·
Portugal ·
Rusland ·
San Marino ·
Schotland ·
Servië ·
Slovenië ·
Slowakije ·
Sovjet-Unie ·
Spanje ·
Trinidad en Tobago ·
Tsjechië ·
Tsjecho-Slowakije ·
Tunesië ·
Turkije ·
Turkmenistan ·
Uruguay ·
Verenigde Arabische Emiraten ·
Verenigde Staten ·
Wales ·
Wit-Rusland ·
Zuid-Korea ·
Zweden ·
Zwitserland
Albanië (2016) · 
Frankrijk (2008) · 
Frankrijk (2016) · 
Italië (2008) · 
Nederland (2008) · 
Zwitserland (2016)